# 왕림 (평창후)
왕림(王臨, ? ~ 기원전 21년)은 전한 말기의 관료로, 탁군 여오현(蠡吾縣) 사람이다. 대사마거기장군 왕접의 아들이다.

## 생애
하평 3년(기원전 26년), 태상에 임명되었다. 양삭 4년(기원전 21년)에 죽으니, 시호를 희(釐)라 하였고 평창후(平昌侯) 작위는 아들 왕획이 이었다.

## 출전
- 반고, 《한서》 권18 외척은택후표·권82 왕상사단부희전

| 전임 왕함 | 전한의 태상 기원전 26년 ~ 기원전 21년 | 후임 사습 |

| 선대 아버지 평창고후 왕접 | 전한의 평창후 기원전 41년 ~ 기원전 21년 | 후대 아들 왕획 |